# Zizi Possi
Maria Izildinha "Zizi" Possi (pronunciación portuguesa: [ziˈzi ˈpɔsi], 28 de marzo de 1956) es una cantante brasileña de São Paulo, hija de inmigrantes italianos.
Es la madre de otra cantante brasileña famosa, Luiza Possi (26 de junio de 1984)
Bautizada Maria Izildinha en homenaje a Santa Menina Izildinha desciende de italianos de Nápoles, y paulistana del barrio Brás, típico reducto de inmigrantes italianos. De formación musical erudita , de los 5 a los 17 años de edad, estudió piano y canto; en 1973 se mudó a Salvador (Bahia) con su hermano, José Possi Neto, hizo el vestibular para la Facultad de composición musical y regencia (UFBA).

## Discografía
Todos los álbumes están en portugués a no ser que se anote otra lengua.
- 1978 - Flor Mal
- 1979 - Pedaço de Mim
- 1980 - Zizi Possi
- 1981 - Um Minuto Além
- 1982 - Asa Morena
- 1983 - Pra Sempre e Mais um Dia
- 1984 - Dê um Rolê
- 1986 - Zizi
- 1987 - Amor e Música
- 1989 - Estrebucha Criatura
- 1991 - Sobre Todas como Coisas
- 1993 - Valsa Brasileira
- 1996 - Mais Simples
- 1997 - Por Amore - en italiano
- 1998 - Passione - en italiano
- 1999 - Puro Prazer
- 2001 - Bossa
- 2005 - Pra Inglês Ver... e Ouvir - en inglés - vivo
- 2014 - Tudo Se Transformou - vivo
- 2016 - O Mar Me Leva - EP[6]

DVD
- 1998 - Por Amore (inicialmente emitido en VHS)
- 2005 - Pra Inglês Ver... e Ouvir
- 2010 - Cantos & Contos, v. 1
- 2010 - Cantos & Contos, v. 2